# Amphisbetetus norrisi
Amphisbetetus norrisi är en tvåvingeart som beskrevs av Paramonov 1966. Amphisbetetus norrisi ingår i släktet Amphisbetetus och familjen rovflugor. Inga underarter finns listade i Catalogue of Life.